# 徳島高義
徳島 高義（とくしま たかよし、1934年 -2020年6月6日）は千葉県出身の文芸編集者。

## 来歴
銚子市生まれ。銚子市立銚子高等学校を経て千葉大学文理学部を卒業。1958年、講談社入社。同年、大久保房男編集長時代の『群像』編集部に入り、以後15年間、野間宏、武田泰淳、椎名麟三、中村真一郎、梅崎春生、大岡昇平、三島由紀夫、長谷川四郎、島尾敏雄、小島信夫、藤枝静男、安岡章太郎、庄野潤三、吉行淳之介、大江健三郎、佐々木基一、江藤淳、丸谷才一、小川国夫、川村二郎などを担当。1971年から1973年まで『群像』編集長を務め、大岡昇平、庄野潤三、大江健三郎、阿部昭の新連載を開始。1973年から1981年まで文芸第三出版部（後の翻訳出版部）に在籍。1981年から1989年まで文芸第一出版部に在籍。1988年6月、文芸局長に就任。1989年2月から取締役を兼任。1993年、常務取締役。財団法人野間教育研究所専務理事を最後に2001年退任。2019年、日本近代文学館監事に就任。

## 著書
- 『ささやかな証言─忘れえぬ作家たち』紅書房、2010年